# Schumann Quartett

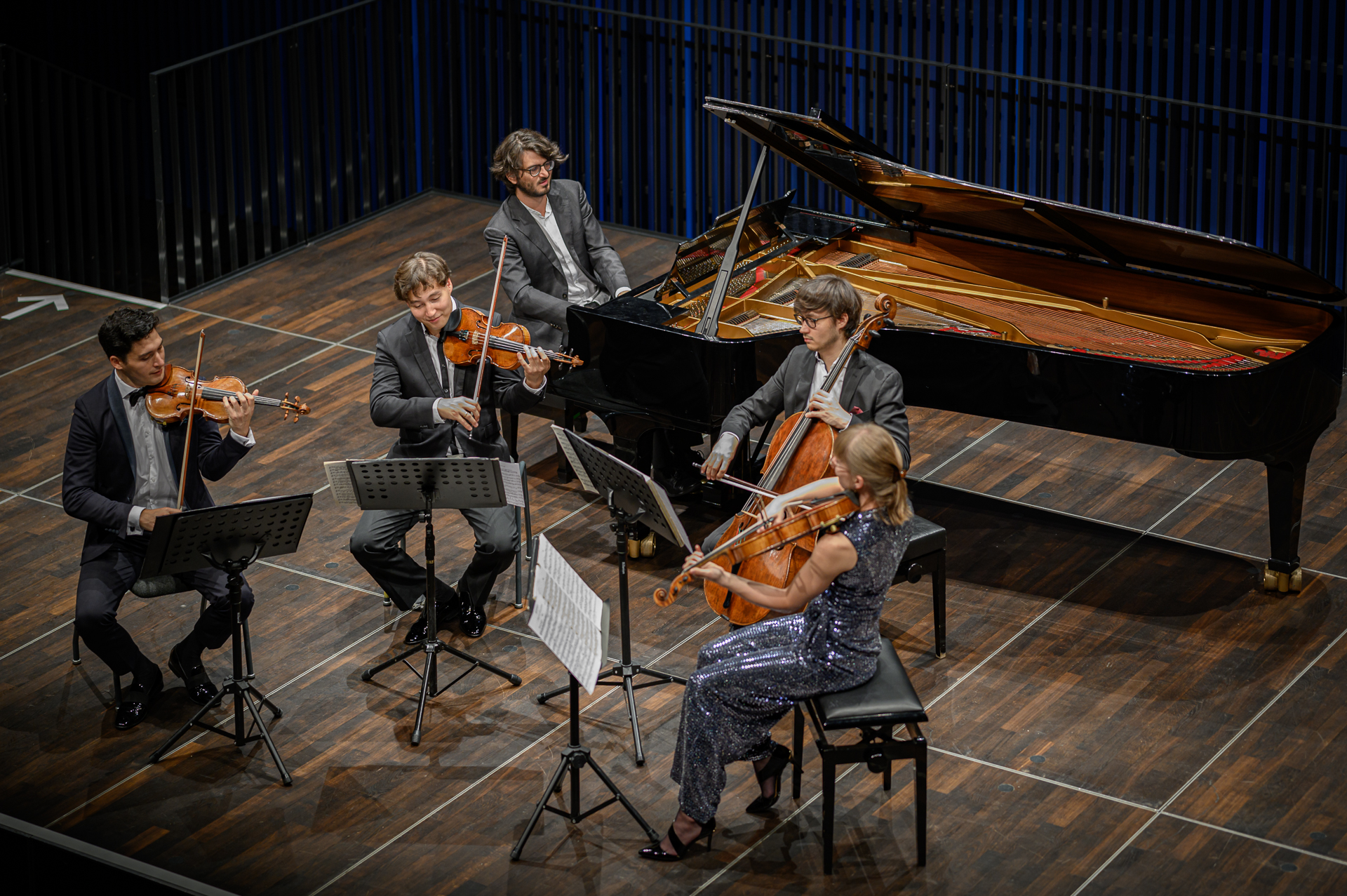
Das Schumann Quartett mit Matan Porat in Donaueschingen (2020)

Das Schumann Quartett ist ein 2007 in Köln gegründetes deutsches Streichquartett bestehend aus den drei Brüdern Erik Schumann (Violine), Ken Schumann (Violine) und Mark Schumann (Violoncello) sowie dem Bratschisten Veit Hertenstein. Es ist nicht nach dem Komponisten Robert Schumann, sondern nach den drei Schumann-Brüdern benannt.

## Mitglieder
- 1. Violine: Erik Schumann
- 2. Violine: Ken Schumann
- Viola: Veit Hertenstein (seit 2022), Liisa Randalu (2012–2022), Ayako Goto (2007–2012)
- Violoncello: Mark Schumann

## Ausbildung
Ausgebildet wurde das Ensemble durch das Studium beim Alban Berg Quartett in Köln und besonders bei Günter Pichler an der Escuela Superior de Reina Sofia in Madrid. Kammermusikalische Erfahrung sammelte das Quartett bei Harald Schoneweg vom Cherubini-Quartett. Weitere Mentoren waren Eberhard Feltz, Rainer Schmidt.

## Konzerte und Management
Seit der Saison 2009/2010 ist das Schumann Quartett mit der Reihe „Erstklassik“ Artist in Residence im Robert-Schumann-Saal in Düsseldorf.
Das Ensemble ist regelmäßig zu Gast in Sälen wie dem Concertgebouw Amsterdam oder der Wigmore Hall in London.
Konzertauftritte führen das Ensemble regelmäßig durch ganz Europa, nach Japan und nach Kanada.
Das Schumann Quartett gehört zu den Künstlern der „Chamber Music Society of Lincoln Center“ in New York.
Das Quartett wird vom Impresariat Simmenauer in Berlin vertreten.

## Kammermusikpartner
Kammermusikpartner des Quartetts sind Menahem Pressler, Henri Sigfridsson, Sabine Meyer, Nils Mönkemeyer, Nicolas Altstaedt und Albrecht Mayer.

## Aufnahmen
Die Debüt-CD des Schumann Quartetts mit Werken von Beethoven, Bartók und Brahms erschien im April 2013 beim Label ARS-Produktion. Die zweite CD mit Werken von Mozart, Ives und Verdi ist im Januar 2015 erschienen. Das Ensemble ist mit Rundfunkaufnahmen beim WDR, NDR, SWR, Radio France und SRF vertreten. 2017 erschien das Album Landscapes mit Werken von Haydn, Bartok, Takemitsu und Pärt bei Berlin Classics, mit welchem sie den Preis der Deutschen Schallplattenkritik erhielten.

## Auszeichnungen
Das Schumann Quartett war Preisträger des 7. internationalen Kammermusikwettbewerbs in Osaka und des „Premio Paolo Borciani“ (beide 2011). Es gewann erste Preise beim 8. Internationalen Wettbewerb „Schubert und die Musik der Moderne“ in Graz (2012) und beim renommierten Streichquartett-Wettbewerb in Bordeaux (2013). 2014 hat die  „Jürgen Ponto-Stiftung“ den Musikpreis im Fach Streichquartett an das Schumann Quartett verliehen.
Das Schumann Quartett ist Stipendiat der Stiftung Villa Musica Rheinland-Pfalz und wurde durch die „Irene Steels-Wilsing Stiftung“ und die „Werner Richard-Dr. Carl Dörken Stiftung“ gefördert.
Das Ensemble ist Preisträger der WDR-Serie „Taste the Best – Die Stars von morgen“ in Kooperation mit der Hochschule für Musik und Tanz Köln.